# HD 49798
Désignations
HD 49798 est une étoile binaire de la constellation de la Poupe situé à peu près à 521 parsecs (soit environ 1 699 al) de la Terre. Sa magnitude apparente est de 8,3, ce qui en fait l'une des étoiles sous-naines de classe O les plus brillantes connues.
HD 49798 a été découverte en 1964 comme étant une sous-naine rare de type spectral O (sous naine bleu) déficiente en hydrogène, et a été la plus brillante connue à l'époque. Cette étoile a été identifiée comme une étoile binaire, mais son compagnon n'a pas pu être détecté ni visuellement ni spectroscopiquement.
La source de rayons-X, RX J0648.0-4418 a été découverte à proximité de l'emplacement de HD 49798 dans le ciel. Seul le télescope spatial XMM-Newton a pu identifier la source. C'est une naine blanche d'environ 1,3 masse solaire, en orbite autour de HD 49798 et tournant une fois toutes les 13 secondes; cette rotation s'accélère de 72,0 ± 0,6 ns par an. Ceci est détecté à partir de l'impulsion de rayons-X de durée de 13 secondes, qui résulte de l'accrétion du vent stellaire sur l'objet compact Il a été proposé que la naine blanche soit entourée d'un disque de débris. Dans ce modèle, la matière du disque serait concentrée vers les pôles de la naine via le champ magnétique, ce qui expliquerait les impulsions de rayons X observées. Ce système est considéré comme un candidat probable pour exploser en supernova de type Ia dans quelques dizaines de milliers d’années,.